# 胭脂掌
红花宝剑掌（学名：Opuntia cochenillifera）是仙人掌科仙人掌属的植物。分布于墨西哥、美国、台湾以及中国大陆的福建、广东、广西、贵州、海南等地。

## 别名
胭脂仙人掌（中国植物图鉴）、仙人掌（广西百色）、无刺仙人掌（广西贵县）、肉掌（广东深圳、香港九龙）